# آرثر إلياس
آرثر خوسيه ريباس إلياس (من مواليد 5 أغسطس 1981) هو مدرب كرة قدم برازيلي، والمدير الفني لمنتخب البرازيل الوطني لكرة القدم للسيدات. أُعلن عنه مدربًا للمنتخب البرازيلي للسيدات، ليحل محل المدربة السويدية بيا سوندهاجه، التي أُقيلت بعد فشل مشاركة منتخب البرازيل في كأس العالم للسيدات 2023. ووقع إلياس عقدًا يستمر حتى نهاية كأس العالم 2027. وفي العام التالي، كان وصيفًا في الكأس الذهبية والألعاب الأولمبية وكان وصول منتخب البرازيل لأحد المركز الأولى يمثل أول منصة تتويج لمنتخب السيدات منذ 16 عامًا.

## مسيرته المهنية
ولد في ساو باولو ولكن نشأ في كاجورو، بدأ آرثر إلياس مسيرته المهنية في عام 2006، مع فريق السيدات في جامعة ساو باولو، بعد أن درس سابقاً في الجامعة وعمل في فريق كرة الصالات النسائي. في عام 2009، عُرض عليه منصب إداري في الفريق ناسيونال أتلتيكو كلوب.
في عام 2010، بعد موسمين على رأس فريق ناسيونال، انضم آرثر إلياس إلى سنترو أوليمبيكو، وأصبح مديرًا للفريق النسائي في العام التالي. قاد الفريق إلى لقبه الأول على الإطلاق في بطولة كرة القدم للسيدات البرازيلية A1 في عام 2013، وتولى تدريب أوداكس تحت نفس المنصب في عام 2015.
قاد آرثر إلياس فريق أوداكس إلى لقب كأس البرازيل لكرة القدم للسيدات في عام 2016، وإلى لقب كوبا ليبرتادوريس فوتينينا في عام 2017، وكلاهما عندما كان الفريق النسائي في شراكة مع نادي كورينثيانز باوليستا الرياضي. وقبل موسم 2018، عندما اختار كورينثيانز إعادة تنشيط فريق سيدات كورينثيانز باوليستا الرياضي، تم تعيينه مديرًا فنيًا للفريق.
في 18 ديسمبر 2019، بعد فوزه بلقب كأس ليبرتادوريس للسيدات 2019، جدد آرثر إلياس عقده لموسم 2020. استمر في قيادة النادي وتحقيق نجاحات في السنوات التالية، لا سيما الفوز في لقبين آخرين كأس ليبرتادوريس للسيدات وأربعة ألقاب متتالية كامبوناتو البرازيل لكرة القدم النسائية الدرجة الأولى أي 1.

## منتخب البرازيل لكرة القدم للسيدات
في 1 سبتمبر 2023، أُعلن عن آرثر إلياس كمدرب رئيسي جديد لمنتخب البرازيل للسيدات لكرة القدم، ليحل محل بيا سوندهاجه؛ كما أعلن أنه سيبقى في كورينثيانز حتى نهاية كأس ليبرتادوريس للسيدات 2023..تحت إدارة إلياس، وصلت البرازيل إلى نهائي بطولة كرة القدم في دورة الألعاب الأولمبية الصيفية 2024 وحصلت على الميدالية الفضية، وهي أول ميدالية أولمبية للفريق منذ 16 عامًا.

## الاحصائية التدريبية
| الفريق                  | البلد    | من             | إلى            | السجل | السجل | السجل | السجل | السجل | السجل | السجل | السجل      |
| الفريق                  | البلد    | من             | إلى            | إ     | ف     | ت     | خ     | أ.له  | أ.ع   | ف.أ   | نسبة الفوز |
| ----------------------- | -------- | -------------- | -------------- | ----- | ----- | ----- | ----- | ----- | ----- | ----- | ---------- |
| سنترو أوليمبيكو         | البرازيل | 01 يناير 2011  | 21 نوفمبر 2015 | 139   | 80    | 25    | 34    | 392   | 155   | +237  | 057٫55     |
| نادي كورينثيانز للسيدات | البرازيل | 1 يناير 2016   | 21 أكتوبر 2023 | 335   | 266   | 44    | 25    | 1٬033 | 201   | +832  | 079٫40     |
| منتخب البرازيل للسيدات  | البرازيل | 01 سبتمبر 2023 | مستمر          | 28    | 18    | 3     | 7     | 55    | 26    | +29   | 064٫29     |
| المجموع                 | المجموع  | المجموع        | المجموع        | 502   | 364   | 72    | 66    | 1٬480 | 382   | +1098 | 072٫51     |

آخر تحديث 03 يونيو 2025.

## الأنجازات
سنترو أوليمبيكو
- الدوري البرازيلي للسيدات الدرجة الأولى: 2013

كورينثيانز
- كوبا ليبرتادوريس للسيدات: 2017، 2019، 2021، 2022
- الدوري البرازيلي للسيدات الدرجة الأولى: 2018، 2020، 2021، 2022، 2023
- كأس البرازيل لكرة القدم للسيدات: 2016
- كأس السوبر البرازيلي للسيدات: 2022
- بطولة باوليستا لكرة القدم للسيدات: 2016، 2020، 2021
- كوبا باوليستا: 2022

جوائز فردية
- جائزة أفضل مدربة (كرة القدم البرازيلية للسيدات): 2021، 2022، 2023
- أفضل مدرب في بطولة كرة القدم بطولة كرة القدم البرازيلية للسيدات دوري أ1: 2021
- أفضل مدرب أندية في العالم من الاتحاد الدولي لتاريخ وإحصاءات كرة القدم - اتحاد أمريكا الجنوبية لكرة القدم: 2021